# 500 kilomètres de Brno FIA GT 2004
Navigation
Édition précédente Édition suivante
Les 500 kilomètres de Brno 2004 FIA GT, disputées le 30 mai 2004 sur le circuit de Masaryk, sont la cinquième manche du championnat FIA GT 2004.

## Course

### Classement de la course
| Pos.   | Catégorie | N° | Écurie                                       | Pilotes                                          | Châssis                   | Pneus | Tours/Abandon |
| Pos.   | Catégorie | N° | Écurie                                       | Pilotes                                          | Moteur                    | Pneus | Tours/Abandon |
| ------ | --------- | -- | -------------------------------------------- | ------------------------------------------------ | ------------------------- | ----- | ------------- |
| 1      | GT        | 5  | Vitaphone Racing Team Konrad Motorsport      | Michael Bartels Uwe Alzen                        | Saleen S7-R               | P     | 87            |
| 1      | GT        | 5  | Vitaphone Racing Team Konrad Motorsport      | Michael Bartels Uwe Alzen                        | Ford 7.0L V8              | P     | 87            |
| 2      | GT        | 17 | JMB Racing                                   | Karl Wendlinger Jaime Melo                       | Ferrari 575 GTC           | M     | 87            |
| 2      | GT        | 17 | JMB Racing                                   | Karl Wendlinger Jaime Melo                       | Ferrari 6.0L V12          | M     | 87            |
| 3      | GT        | 2  | BMS Scuderia Italia                          | Fabrizio Gollin Luca Cappellari                  | Ferrari 550 GTS Maranello | M     | 87            |
| 3      | GT        | 2  | BMS Scuderia Italia                          | Fabrizio Gollin Luca Cappellari                  | Ferrari 5.9L V12          | M     | 87            |
| 4      | GT        | 11 | G.P.C. Giesse Squadra Corse                  | Philipp Peter Fabio Babini                       | Ferrari 575 GTC           | P     | 86            |
| 4      | GT        | 11 | G.P.C. Giesse Squadra Corse                  | Philipp Peter Fabio Babini                       | Ferrari 6.0L V12          | P     | 86            |
| 5      | GT        | 27 | Creation Autosportif                         | Jamie Campbell-Walter Jamie Derbyshire           | Lister Storm              | D     | 86            |
| 5      | GT        | 27 | Creation Autosportif                         | Jamie Campbell-Walter Jamie Derbyshire           | Jaguar 7.0L V12           | D     | 86            |
| 6      | GT        | 4  | Konrad Motorsport                            | Franz Konrad Harald Becker Toni Seiler           | Saleen S7-R               | P     | 86            |
| 6      | GT        | 4  | Konrad Motorsport                            | Franz Konrad Harald Becker Toni Seiler           | Ford 7.0L V8              | P     | 86            |
| 7      | GT        | 3  | Care Racing Developments BMS Scuderia Italia | Stefano Livio Enzo Calderari Lilian Bryner       | Ferrari 550 GTS Maranello | M     | 85            |
| 7      | GT        | 3  | Care Racing Developments BMS Scuderia Italia | Stefano Livio Enzo Calderari Lilian Bryner       | Ferrari 5.9L V12          | M     | 85            |
| 8      | GT        | 18 | JMB Racing                                   | Ian Khan Bert Longin Robert Lechner              | Ferrari 575 GTC           | M     | 85            |
| 8      | GT        | 18 | JMB Racing                                   | Ian Khan Bert Longin Robert Lechner              | Ferrari 6.0L V12          | M     | 85            |
| 9      | GT        | 10 | Zwaans GTR Racing Team                       | Stéphane Lemeret Henrik Roos Arjan van der Zwaan | Chrysler Viper GTS-R      | D     | 85            |
| 9      | GT        | 10 | Zwaans GTR Racing Team                       | Stéphane Lemeret Henrik Roos Arjan van der Zwaan | Chrysler 8.0L V10         | D     | 85            |
| 10     | N-GT      | 62 | G.P.C. Giesse Squadra Corse                  | Fabrizio de Simone Christian Pescatori           | Ferrari 360 Modena GTC    | P     | 85            |
| 10     | N-GT      | 62 | G.P.C. Giesse Squadra Corse                  | Fabrizio de Simone Christian Pescatori           | Ferrari 3.6L V8           | P     | 85            |
| 11     | GT        | 28 | Graham Nash Motorsport                       | Paolo Ruberti Gabriele Lancieri Anthony Kumpen   | Saleen S7-R               | D     | 85            |
| 11     | GT        | 28 | Graham Nash Motorsport                       | Paolo Ruberti Gabriele Lancieri Anthony Kumpen   | Ford 7.0L V8              | D     | 85            |
| 12     | N-GT      | 99 | Freisinger Motorsport                        | Sascha Maassen Lucas Luhr                        | Porsche 911 GT3 RSR (996) | M     | 85            |
| 12     | N-GT      | 99 | Freisinger Motorsport                        | Sascha Maassen Lucas Luhr                        | Porsche 3.6L Flat-6       | M     | 85            |
| 13     | N-GT      | 50 | Yukos Freisinger Motorsport                  | Emmanuel Collard Stéphane Ortelli                | Porsche 911 GT3 RSR (996) | M     | 85            |
| 13     | N-GT      | 50 | Yukos Freisinger Motorsport                  | Emmanuel Collard Stéphane Ortelli                | Porsche 3.6L Flat-6       | M     | 85            |
| 14     | GT        | 1  | BMS Scuderia Italia                          | Matteo Bobbi Gabriele Gardel                     | Ferrari 550 GTS Maranello | M     | 84            |
| 14     | GT        | 1  | BMS Scuderia Italia                          | Matteo Bobbi Gabriele Gardel                     | Ferrari 5.9L V12          | M     | 84            |
| 15     | GT        | 7  | Ray Mallock Ltd.                             | Mike Newton Thomas Erdos                         | Saleen S7-R               | D     | 84            |
| 15     | GT        | 7  | Ray Mallock Ltd.                             | Mike Newton Thomas Erdos                         | Ford 7.0L V8              | D     | 84            |
| 16     | GT        | 8  | Ray Mallock Ltd.                             | Chris Goodwin Miguel Ramos                       | Saleen S7-R               | D     | 83            |
| 16     | GT        | 8  | Ray Mallock Ltd.                             | Chris Goodwin Miguel Ramos                       | Ford 7.0L V8              | D     | 83            |
| 17     | N-GT      | 77 | Yukos Freisinger Motorsport                  | Nikolai Fomenko Alexei Vasilyev                  | Porsche 911 GT3 RSR (996) | M     | 83            |
| 17     | N-GT      | 77 | Yukos Freisinger Motorsport                  | Nikolai Fomenko Alexei Vasilyev                  | Porsche 3.6L Flat-6       | M     | 83            |
| 18     | GT        | 19 | JMB                                          | Stéphane Daoudi Antoine Gosse Peter Kutemann     | Ferrari 575 GTC           | M     | 82            |
| 18     | GT        | 19 | JMB                                          | Stéphane Daoudi Antoine Gosse Peter Kutemann     | Ferrari 6.0L V12          | M     | 82            |
| 19     | N-GT      | 69 | Proton Competition                           | Gerold Ried Christian Ried                       | Porsche 911 GT3 RS (996)  | D     | 80            |
| 19     | N-GT      | 69 | Proton Competition                           | Gerold Ried Christian Ried                       | Porsche 3.6L Flat-6       | D     | 80            |
| 20     | N-GT      | 57 | Vonka Racing                                 | Jan Vonka Miroslav Konôpka                       | Porsche 911 GT3 R (996)   | P     | 79            |
| 20     | N-GT      | 57 | Vonka Racing                                 | Jan Vonka Miroslav Konôpka                       | Porsche 3.6L Flat-6       | P     | 79            |
| 21     | N-GT      | 63 | JVG Racing                                   | Horst Felbermayr, Sr. Horst Felbermayr, Jr.      | Porsche 911 GT3 RS (996)  | D     | 78            |
| 21     | N-GT      | 63 | JVG Racing                                   | Horst Felbermayr, Sr. Horst Felbermayr, Jr.      | Porsche 3.6L Flat-6       | D     | 78            |
| 22     | N-GT      | 60 | Machánek Racing                              | Jaroslav Hozník Rudolf Machánek                  | Porsche 911 GT3 RSR (996) | D     | 76            |
| 22     | N-GT      | 60 | Machánek Racing                              | Jaroslav Hozník Rudolf Machánek                  | Porsche 3.6L Flat-6       | D     | 76            |
| 23 DNF | N-GT      | 61 | Machánek Racing                              | Josef Venc Istvan Racz                           | Porsche 911 GT3 RS (996)  | D     | 50            |
| 23 DNF | N-GT      | 61 | Machánek Racing                              | Josef Venc Istvan Racz                           | Porsche 3.6L Flat-6       | D     | 50            |
| 24 DNF | GT        | 13 | G.P.C. Giesse Squadra Corse                  | Emanuele Naspetti Mike Hezemans                  | Ferrari 575 GTC           | P     | 41            |
| 24 DNF | GT        | 13 | G.P.C. Giesse Squadra Corse                  | Emanuele Naspetti Mike Hezemans                  | Ferrari 6.0L V12          | P     | 41            |
| 25 DNF | GT        | 9  | Zwaans GTR Racing Team                       | Klaus Abbelen Val Hillebrand Rob van der Zwaan   | Chrysler Viper GTS-R      | D     | 6             |
| 25 DNF | GT        | 9  | Zwaans GTR Racing Team                       | Klaus Abbelen Val Hillebrand Rob van der Zwaan   | Chrysler 8.0L V10         | D     | 6             |